# Aritella ulmarra
Aritella ulmarra är en insektsart som beskrevs av Otte, D. och R.D. Alexander 1983. Aritella ulmarra ingår i släktet Aritella och familjen syrsor. Inga underarter finns listade i Catalogue of Life.